# Arados
Arados (arabsky أرواد‎), dříve známý jako Arado a Antiochie v Pieře, se nachází ve Středozemním moři, je to jediný obydlený ostrov v Sýrii. Město Arado pokrývá celý ostrov a nachází se 3 km (1,9 mil) od Tartusu, druhého největšího přístavu Sýrie. Dnes je to především rybářské městečko. Podle syrského ústředního statistického úřadu mělo v roce 2004 při sčítání lidu 4 403 obyvatel. Je správním centrem oblasti Arados a zároveň její jediná lokalita. Jeho obyvatelé patří převážně do sunnitské větve islámu. Dříve bylo državou libanonského města Tripolis.

## Galerie

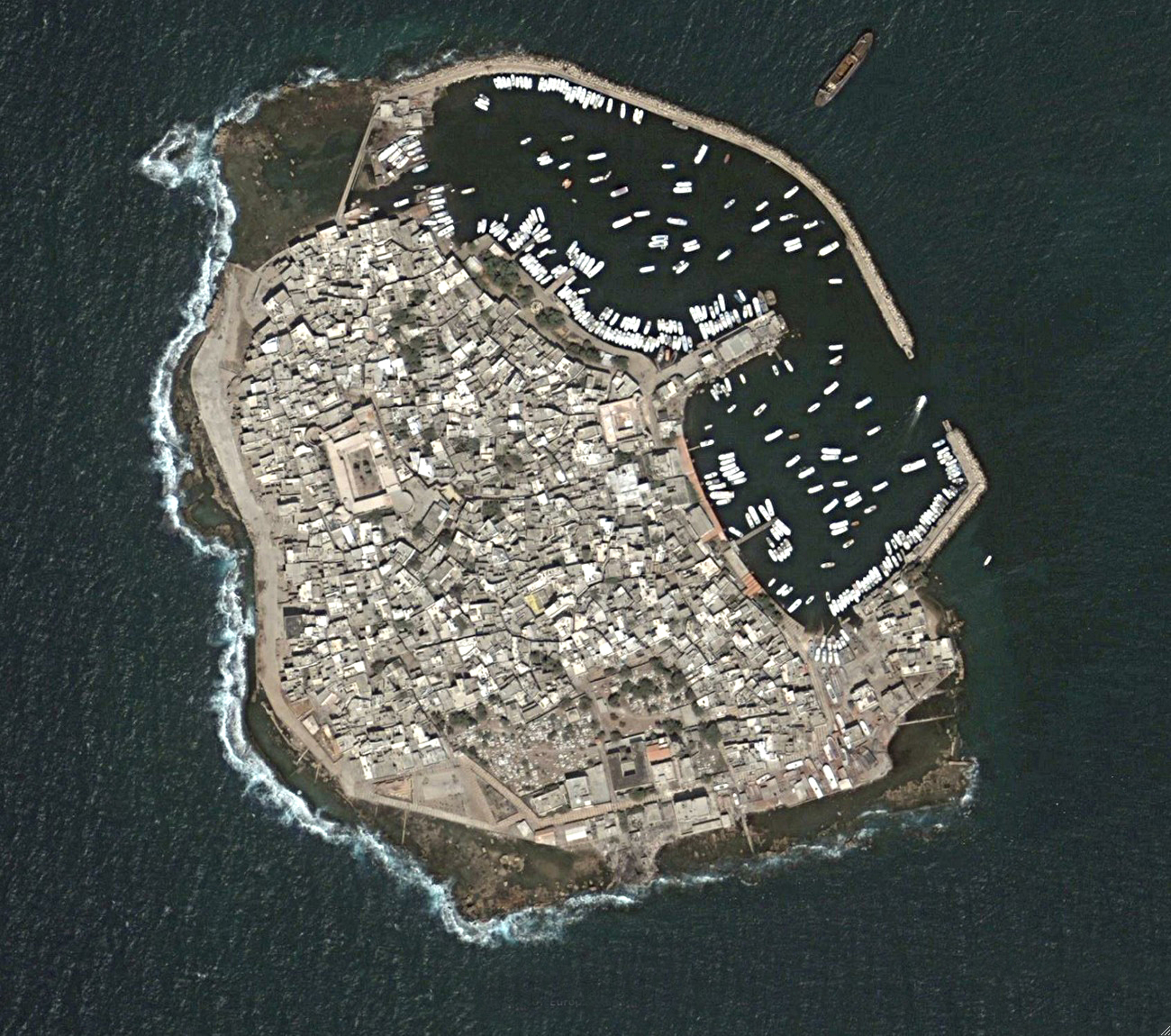
Ostrov Arados